# Nguyễn Văn Siêu
Nguyễn Văn Siêu (chữ Hán: 阮文超, 1799 - 1872), ban đầu tên là Định, sau đổi là Siêu, còn gọi là Án Sát Siêu, tự: Tốn Ban, hiệu: Phương Đình, là nhà thơ, nhà nghiên cứu văn hóa Việt Nam ở thế kỷ 19 . Ông thường được gọi là Nguyễn Siêu, trùng tên với một sứ tướng thời loạn 12 sứ quân.

## Thân thế và sự nghiệp

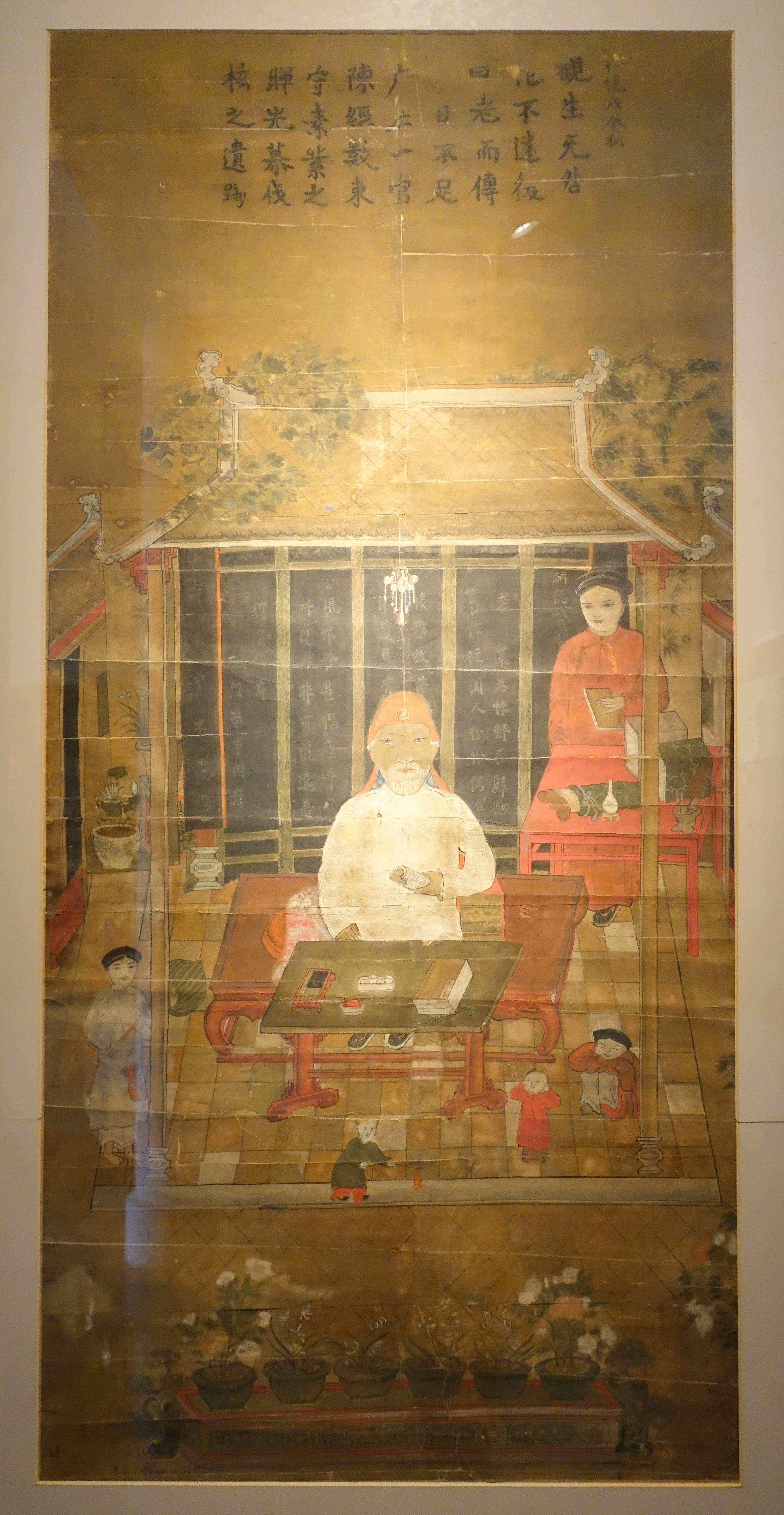
Tranh vẽ Nguyễn Văn Siêu dạy học (1853)

Ông sinh năm Kỷ Mùi (1799) ở làng Kim Lũ, huyện Thanh Trì (nay thuộc phường Đại Kim quận Hoàng Mai, thành phố Hà Nội).
Nổi tiếng thông minh từ nhỏ, lớn lên, ông theo học với Tiến sĩ Phạm Quý Thích, và kết bạn văn chương với Cao Bá Quát, mặc dù nhà thơ này kém ông 10 tuổi. Năm 26 tuổi, ông thi Hương đỗ Á nguyên (cử nhân thứ hai), nhưng hơn 10 năm sau mới đỗ Phó bảng khoa Mậu Tuất (1838) dưới triều vua Minh Mạng.
Giải thích cho sự chậm trễ này, sách Đại Nam chính biên liệt truyện (gọi tắt là "Chính biên"), cho biết vì ông "đọc sách cốt để rèn về cổ văn, không chuyên về học khoa cử, (nên) tới lúc đỗ Hương tiến (cử nhân), thường cáo từ không đi tuyển cử (nữa), chỉ ở nhà tranh dưỡng chí , tới 10 năm có lẻ, sau mới đỗ Tiến sĩ Ất khoa (tức Phó bảng)". Cùng đỗ khoa này với ông có Phạm Văn Nghị, Nguyễn Cửu Trường, Doãn Khuê, Đinh Nhật Thận...
Ngay năm đó (1838), ông được bổ làm Hàn lâm viện Kiểm thảo. Năm 1839, ông làm Chủ sự ở bộ Lễ. Năm 1840, thăng ông làm Viên ngoại lang. Cuối năm này vua Minh Mệnh mất, Thiệu Trị lên thay. Biết tài Nguyễn Văn Siêu, nên vừa lên ngôi, vua Thiệu Trị chuyển ông làm Thừa chỉ trong Nội các. Ít lâu sau, cho ông kiêm giữ cả chức Thị giảng (phụ trách việc giảng sách cho các Hoàng tử, trong số ấy có Nguyễn Phúc Hồng Bảo, Nguyễn Phúc Hồng Nhậm)...
Tháng 8 (âm lịch) năm 1841, ông được cử làm Phân khảo tại trường Hương Thừa Thiên. Sau khi việc chữa bài của Cao Bá Quát bị phát giác, Nguyễn Văn Siêu phải tội trượng, đồ. Sau vua xét lại, ông chỉ bị cách chức .
Năm 1847, Nguyễn Phúc Hồng Nhậm lên ngôi (tức vua Tự Đức). Hai năm sau (1849), Nguyễn Văn Siêu được cử làm Phó sứ trong đoàn đi sứ sang Yên Kinh (tức Bắc Kinh, Trung Quốc ngày nay). Khi đi vua Tự Đức có dặn: "Khanh học vấn uyên bác, chuyến này đi sang sứ, xem xét núi sông, phong tục, ghi chép kỹ, khi về tiến lãm"; nên lúc về (1850), ông dâng lên quyển "Vạn lý tập dịch trình tấu thảo" .
Về nước (1850), ông được thăng làm Học sĩ ở viện Tập hiền. Năm 1851, ông ra làm Án sát Hà Tĩnh, rồi Án sát Hưng Yên.
Lúc bấy giờ có lời bàn về việc hủy đê, ông điều trần lên cho là bất tiện, có khảo cứ rõ ràng. Sau vì ông mắc bệnh, phải chuyển đổi, rồi cáo bệnh về làng. Ít lâu sau, ông lại được phục chức Hàn lậm viện Thị độc, nhưng viện lẽ đến tuổi xin về hưu hẳn (1854).
Từ đó cho tới khi qua đời (1872, thọ 73 tuổi), non 20 năm Nguyễn Văn Siêu ở Hà Nội, vui với việc dạy học, soạn sách. Điều đáng kể nữa, đó là việc lập nhà thờ họ ở làng Kim Lũ; và việc ông đã đứng ra tu sửa đền Ngọc Sơn, bắc cầu Thê Húc, xây Tháp Bút và Đài Nghiên...ở tại Hồ Gươm (Hà Nội) vào năm 1865.

## Tác phẩm

Vài trang sách Đại Việt địa dư toàn biên, Nguyễn Văn Siêu, viết về phủ An Tây tỉnh Hưng Hóa.

Các tác phẩm của Nguyễn Văn Siêu đều viết bằng chữ Hán, và đã được khắc in.
Về sáng tác, có: 
Phương Đình văn loại (Văn Phương Đình phân loại) 
- Phương Đình thi loại (Thơ Phương Đình phân loại)
- Phương Đình thi văn tập (Tập thơ văn Phương Đình)
- Phương Đình tùy bút lục (Sao lục tùy bút của Phương Đình)
- Phương Đình dư địa chí (Ghi chép địa dư của Phương Đình)

Ngoài ra, ông còn nghiên cứu, chú giải các sách cổ để dạy học, gồm: 
- Chư kinh khảo ước (Lược khảo các kinh)
- Chư sử khảo thích (Khảo và chú các bộ sử)
- Tứ thư bị giảng (Giảng giải đầy đủ về tứ thư)...
- Ông còn là tác giả của bộ sách sử : Đại Việt địa dư toàn biên, do chính ông và Bùi Quỹ đồng biên soạn

## Ghi nhận công lao
Nói về Nguyễn Văn Siêu, sử nhà Nguyễn là Đại Nam chính biên liệt truyện có đoạn viết:
Nguyễn Văn Siêu ở Hàn Các đã lâu, nên cáo văn điển sách của triều đình phần nhiều (do) ông soạn thảo cả, về thế văn học (của ông) được vua biết đến. Đương thời đều tôn trọng ông. Tới tuổi già rút lui, (ông) thích bảo ban kẻ hậu học, mà giảng sách biện biệt ngay thẳng chỗ giống chỗ khác lấy nghĩa lý làm chủ...
Về sự nghiệp văn chương, đương thời ông và Cao Bá Quát được coi là hai danh sĩ tiêu biểu lúc bấy giờ (Văn như Siêu, Quát vô tiền Hán). Ngoài các tác phẩm nghiên cứu nghiêm túc, có nhiều phát hiện đáng quý, Nguyễn Văn Siêu còn là một người có tài thơ. Thơ ông đáng chú ý nhất là mảng phản ánh đời sống nghèo đói, cực khổ, loạn lạc của nhân dân thời ấy (như bài: "Tự Bắc Ninh phó Hải Dương vịnh hoài"; "Nhân tự Bắc Ninh lai, ngôn Bắc Ninh sự, cảm tác"); và lòng tự hào của nhà thơ về đất nước, về nhân dân, về dân tộc (như bài "Chương Dương độ"). Bên cạnh đó, ông cũng làm nhiều bài thơ miêu tả cảnh thiên nhiên tình tứ, nhất là cảnh Hà Nội; và làm nhiều bài thơ để trao đổi, gửi tặng cho bạn bè, trong đó có Cao Bá Quát...
Tóm lại, Nguyễn Văn Siêu là một trí thức trong sạch, đạo đức cao đẹp, học thức uyên bác, một nhà giáo gương mẫu, một nhà nghiên cứu nghiêm túc, một nghệ sĩ có tâm hồn nhạy cảm, đáng trọng. Ông xứng đáng có một chỗ đứng nhất định trong nền văn học và văn hóa Việt Nam thế kỷ 19 .
Ghi nhận công lao, tên Nguyễn Văn Siêu đã được dùng để đặt tên cho đường phố và trường học ở nhiều nơi trong nước Việt Nam.

## Sách tham khảo
- Quốc sử quán triều Nguyễn, Đại Nam chính biên liệt truyện (truyện "Nguyễn Văn Siêu"). Nhà xuất bản Văn học, 2004.
- Nguyễn Lộc, mục từ "Nguyễn Văn Siêu" trong Từ điển văn học (bộ mới). Nhà xuất bản Thế giới, 2004.
- Nguyễn Q. Thắng - Nguyễn Bá Thế, Từ điển nhân vật lịch sử Việt Nam, mục từ: "Nguyễn Văn Siêu". Nhà xuất bản Khoa học xã hội, 1992.
- Nguyễn Vinh Phúc, bài viết về "Nguyễn Văn Siêu" in trong Danh nhân Hà Nội do Vũ Khiêu (Chủ biên). Nhà xuất bản Hà Nội, 2004.